# Кредитный риск
Кредитный риск — финансовый риск неисполнения дебитором своих обязательств перед поставщиком товаров или провайдером услуг, то есть риск возникновения дефолта дебитора. В рамках данного определения носителями кредитного риска являются в первую очередь сделки прямого и непрямого кредитования (прямой риск) и сделки купли-продажи активов без предоплаты со стороны покупателя. Данный риск возникает, в первую очередь, у кредитора и включает потери, возникшие в результате неуплаты основной суммы и процентов, недополученные денежные потоки, а также затраты, связанные с взысканием просроченной задолженности. Возникший при этом ущерб может быть полным или частичным. На эффективном рынке более высокий уровень кредитного риска будет связан с более высокими затратами получения займы. По этой причине такие меры получения взаймы, как спред доходности, могут использоваться для определения уровня кредитного риска на основе оценок участников рынка.

## Описание
Более широкое представление о кредитном риске определяет его как риск потерь, связанных с ухудшением состояния дебитора, контрагента по сделке, эмитента ценных бумаг. Под ухудшением состояния (рейтинга) понимается как ухудшение финансового состояния дебитора, так и ухудшение деловой репутации, положения среди конкурентов в регионе, отрасли, снижение способности успешно завершить некий конкретный проект и т. д., то есть все факторы, способные повлиять на платёжеспособность дебитора. Потери в данном случае могут быть также как прямые — невозврат кредита, непоставка средств, так и косвенные — снижение стоимости ценных бумаг эмитента (например, векселей), необходимость увеличить объём резервов под кредит и т. д.
Обе стороны, которые участвуют в сделке репо или сделке обратного репо, могут подвергаться кредитному риску. Сторона, которая ссужает ценную бумагу, рискует тем, что заемщик может не вернуть ее, когда она вырастет в цене. Заемщик ценной бумаги рискует тем, что другая сторона не вернет деньги, которые были заимствованы и проценты. Тот, кто владеет денежными средствами, обладает преимуществом в этой ситуации, потому что трейдеров, владеющих ценными бумагами больше чем тех, кто занимает ценные бумаги. Тот, кому принадлежат денежные средства, требует предоплату денежной маржи. Для минимизации кредитного риска, трейдеры по таким типам сделок делают переоценку при любом значительном изменении цены залога.

## Случаи возникновения потерь
Ущерб может возникнуть при ряде обстоятельств:
- Потребитель оказывается не в состоянии произвести своевременные выплаты по ипотеке, задолженности по кредитной карте, кредитной линии или иной задолженности.
- Компания оказывается не в состоянии погасить задолженность на основе фиксированного (англ. asset-secured fixed debt) либо плавающего (англ. floating charge debt) залога.
- Компания или потребитель не производит оплаты по коммерческим счетам в установленный срок.
- Компания не выплачивает работнику заработную плату в установленный срок.
- Эмитент коммерческих или государственных облигаций не производит выплаты по купонам или основной сумме долга в установленный срок.
- Несостоятельная страховая компания не выплачивает обязательства по полису.
- Неплатежеспособный банк не возвращает вкладчику депозитными средства.
- Выпуск правительством моратория на удовлетворение требований кредиторов неплатежеспособному потребителю или предприятию.

## Виды кредитного риска
Кредитный риск бывает следующих видов:
- Риск неисполнения кредитных обязательств (англ. credit default risk) - риск потерь, возникающих ввиду маловероятности дебитора произвести выплаты по своим обязательствам полностью или частично на срок более чем 90 дней по любому существенному кредитному обязательству; такой риск может затронуть любые операции, зависимые от кредных выплат, включая ссуды, ценные бумаги и деривативы.
- Риск концентрации (англ. concentration risk)- это риск потерь из-за концентрации риска на отдельно взятом финансовом инструменте, концентрации риска на отдельных операциях, или концентрации риска в отдельно взятом секторе экономики, которые могут стать настолько велики, что могут поставить под угрозу основные операции банка. Может проявляться как в форме концентрации бизнеса на небольшой группе контрагентов (англ. single-name concentration), так и отраслевой концентрации (англ. industry concentration).
- Страновой риск (англ. country risk) - риск потерь, возникающих в результате замораживания суверенным государством платежей в иностранной валюте (риск перевода / конвертации) или неисполнения своих обязательств (так называемый суверенный риск, англ. sovereign risk); Этот тип риска в значительной степени связан с макроэкономическими показателями страны и ее политической стабильностью.

## Оценка кредитного риска
В основе процедур оценки кредитных рисков лежат следующие понятия:
- вероятность дефолта — вероятность, с которой дебитор в течение некоторого срока может оказаться в состоянии неплатёжеспособности;
- кредитный рейтинг — классификация дебиторов организации, контрагентов эмитентов ценных бумаг или операций с точки зрения их кредитной надёжности;
- кредитная миграция — изменение кредитного рейтинга дебитора, контрагента, эмитента, операции;
- сумма, подверженная кредитному риску — общий объём обязательств дебитора, контрагента перед организацией, сумма вложений в ценные бумаги эмитента и т. д.;
- уровень потерь в случае дефолта — доля от суммы, подверженной кредитному риску, которая может быть потеряна в случае дефолта.

Собственно, оценка кредитного риска может производиться с двух позиций: оценка кредитного риска отдельной операции и портфеля операций.
Базовая оценка (без учёта миграции) кредитного риска отдельной операции может производиться с различным уровнем детализации:
- оценка суммы, подверженной риску;
- оценка вероятности дефолта;
- оценка уровня потерь в случае дефолта;
- оценка ожидаемых и неожиданных потерь.

Двумя основными конечными оценками кредитного риска являются — ожидаемые и неожиданные потери. При классическом подходе к управлению кредитными рисками покрытие ожидаемых потерь производится за счёт формируемых резервов, покрытие неожиданных потерь по кредитным рискам должно производиться за счёт собственных средств (капитала) организации.
Управление кредитными рисками
Кредитный риск в торговых операциях на условиях отсрочки платежа можно исключить с помощью факторинга. Факторинговая компания выдаёт поручительство за дебиторов в размере 90 % от суммы поставки на срок отсрочки платежа, и в том случае, если дебитор по каким-то причинам не может в срок произвести оплату, факторинговая компания выплачивает финансирование в размере ранее выданного поручительства.
Другой инструмент — это страхование кредитного риска в страховой компании. Объектом страхования являются имущественные интересы Страхователя, связанные с возможностью наступления убытков в результате неисполнения (ненадлежащего исполнения) договорных обязательств Контрагентом (должником) Страхователя. Страховым случаем по страхованию торговых кредитов является возникновение убытков у Страхователя в результате несостоятельности (банкротства) Контрагента Страхователя; неисполнения обязательств Контрагентом Страхователя вследствие форс-мажорных обстоятельств; длительной просрочки платежа со стороны Контрагента.
Сравнение факторинга и страхования как инструментов управления кредитными рисками
| критерий для сравнения                         | факторинг                        | страхование                                         |
| ---------------------------------------------- | -------------------------------- | --------------------------------------------------- |
| процент возмещения                             | 90 % от суммы поставки           | 70-90 % от суммы поставки                           |
| процент передаваемой дебиторской задолженности | исключения возможны              | исключения крайне нежелательны                      |
| срок ожидания по выплате                       | 120 дней                         | от 150 до 270 дней                                  |
| день выплаты                                   | в последние 3 дня срока ожидания | от 10 дней до месяца после истечения срока ожидания |
| предоплата страховой премии                    | да                               | нет                                                 |

## Снижение кредитного риска
Существует несколько способов снижения кредитного риска:
- Ценообразование на основе риска - практика, при котором кредитная организация устанавливает более высокую процентную ставку для заемщиков, более подверженных риску невыплаты. При этом, заимодателем учитываются такие факторы, как цель кредита, кредитный рейтинг и отношение размера кредита к стоимости залогового имущества, и оценивается их влияние на доходность (спред доходности).
- Договор ссуды - инструмент, при котором кредитор определяет условия, в соответствии с которыми вводятся определенные ограничения к заемщику, такие как[5]:
  - Предоставление периодической отчетности о финансовом состоянии;
  - Воздержание от выплаты дивидендов, выкупа акций, приобретения дополнительного заимствования или предпринятия иных действий, оказывающих негативное влияние на финансовое положение компании;
  - Полное погашение ссуды по требованию кредитора в определенных случаях, таких как изменение показателя соотношения заёмного капитала к собственному или коэффициента покрытия процентов.
- Кредитное страхование и кредитные деривативы - инструмент, при котором кредиторы и держатели облигаций страхуют риски возможных потерь путем приобретения кредитной страховки или кредитных деривативов. Подобные виды контрактных обязательств перекладывают риск от кредитора продавцу (страховщику) в обмен на оплату. Наиболее распространенным кредитным производным инструментом является кредитный дефолтный своп.
- Кредитное ограничение - метод снижения кредитором риска невыплаты за счет уменьшения суммы предоставляемого кредита, либо до определённой суммы либо определённым заемщикам. Например, дистрибьютор, продающий свою продукцию проблемному клиенту, может попытаться снизить кредитный риск, снизив сроки оплаты с 30 до 15 дней.
- Диверсификация. Кредиторы, предоставляющие займы только небольшому числу заемщиков (или определённым типам заемщиков) могут столкнуться с высокой степенью системного (недиверсифицируемого) кредитного риска, называемого риском концентрации[6]. Кредиторы могут снизить подобный риск за счет диверсификации круга заемщиков.
- Страхование вкладов - инструмент страхования рисков невыплаты, при котором правительство гарантирует выплаты депозитов в случае неплатежеспособности банков и с целью поощрения потребителей хранить свои сбережения в банках, а не в наличной форме.